# Grand Prix-wegrace van Groot-Brittannië 2018
De Grand Prix-wegrace van Groot-Brittannië 2018 was gepland als de twaalfde race van het wereldkampioenschap wegrace-seizoen 2018. De race zou verreden worden op 26 augustus 2018 op Silverstone nabij Silverstone, Groot-Brittannië. Vanwege hevige regenval, in combinatie met een nieuwe asfaltlaag op het circuit, werden alle races echter afgelast. Dit betekende de eerste keer sinds de Grand Prix van Oostenrijk in 1980 dat alle klassen werden afgelast vanwege weersomstandigheden.
Tijdens de vierde vrije training op zaterdag gingen in de MotoGP in de bocht Stowe al meerdere coureurs onderuit vanwege de slechte weersomstandigheden, waarbij Esteve Rabat zijn been brak nadat hij wilde weglopen van zijn gevallen motorfiets op het moment dat Franco Morbidelli op dezelfde plek crashte en zijn motorfiets het been van Rabat raakte.
Op zondag werden de races oorspronkelijk verplaatst vanwege de naderende regenval, waarbij de MotoGP in plaats van de laatste race de eerste race zou zijn om half 12 lokale tijd. Het weer verslechterde echter snel en de races werden uitgesteld, voordat alle races om vier uur lokale tijd werden afgelast aangezien het weer niet beter werd en er geen mogelijkheid was om de races op maandag te laten plaatsvinden.

## Tussenstand na wedstrijd

### MotoGP
| Pos | Nr | Rijder           | Team   | Punten |
| --- | -- | ---------------- | ------ | ------ |
| 1   | 93 | Marc Márquez     | Honda  | 201    |
| 2   | 46 | Valentino Rossi  | Yamaha | 142    |
| 3   | 99 | Jorge Lorenzo    | Ducati | 130    |
| 4   | 4  | Andrea Dovizioso | Ducati | 129    |
| 5   | 25 | Maverick Viñales | Yamaha | 113    |

### Moto2
| Pos | Nr | Rijder              | Team  | Punten |
| --- | -- | ------------------- | ----- | ------ |
| 1   | 42 | Francesco Bagnaia   | Kalex | 189    |
| 2   | 44 | Miguel Oliveira     | KTM   | 186    |
| 3   | 73 | Álex Márquez        | Kalex | 113    |
| 4   | 41 | Brad Binder         | KTM   | 111    |
| 5   | 7  | Lorenzo Baldassarri | Kalex | 106    |

### Moto3
| Pos | Nr | Rijder                | Team  | Punten |
| --- | -- | --------------------- | ----- | ------ |
| 1   | 12 | Marco Bezzecchi       | KTM   | 158    |
| 2   | 88 | Jorge Martín          | Honda | 146    |
| 3   | 21 | Fabio Di Giannantonio | Honda | 121    |
| 4   | 44 | Arón Canet            | Honda | 118    |
| 5   | 33 | Enea Bastianini       | Honda | 117    |

1977 · 1978 · 1979 · 1980 · 1981 · 1982 · 1983 · 1984 · 1985 · 1986 · 1987 · 1988 · 1989 · 1990 · 1991 · 1992 · 1993 · 1994 · 1995 · 1996 · 1997 · 1998 · 1999 · 2000 · 2001 · 2002 · 2003 · 2004 · 2005 · 2006 · 2007 · 2008 · 2009 · 2010 · 2011 · 2012 · 2013 · 2014 · 2015 · 2016 · 2017 · 2018 · 2019 · 2021 · 2022 · 2023 · 2024 · 2025